# Финкельман, Ярон
Яро́н Фи́нкельман (ивр. ירון פינקלמן‎; род. 25 апреля 1975, Раанана, Израиль) — военный деятель Израиля, генерал-майор Армии обороны Израиля, в последней армейской должности: Командующий Южным военным округом (с июня 2023 по март 2025 года).

## Биография
Ярон Финкельман родился 25 апреля 1975 года в Раанане.
Он был призван в Армию обороны Израиля в ноябре 1993 года, где начал службу в Подразделении 669. Прошёл парашютно-десантную подготовку, курс фельдшеров и обучение в Подразделении 669. После ухода из подразделения в августе 1994 года его направили на службу в разведроте 500-й бронетанковой бригады «Кфир». Он прошёл курс подготовки бойца и курсы пехотных офицеров. По окончании курсов он был назначен командиром отряда в разведроте 500-й бригады. Затем он служил командиром роты в батальоне «Харув» (в ту пору в составе 500-й бригады), после чего возглавил разведроту 500-й бригады и служил на этой должности с 1999 по 2001 год. Затем он служил командиром оперативного отдела подразделения «Маглан», после чего был назначен заместителем командира 890-го батальона бригады «Цанханим» и служил на этой должности во время второй интифады.
В 2005 году ему было присвоено звание подполковника и он был назначен главой канцелярии начальника Генштаба Дана Халуца, и он служил на этой должности, в том числе, во время Второй ливанской войны, завершив свою должность в 2007 году. После этого он был назначен командиром разведбатальона бригады «Цанханим» и командовал им в 2007—2009 годах в борьбе с палестинским терроризмом на Западном берегу реки Иордан, а также в операциях «Двойной вызов» и «Литой свинец» в секторе Газа.
В марте 2011 года ему было присвоено звание полковника, и он был назначен командиром бригады «Хицей ха-Эш», командовал ей, в том числе, в ходе операции «Облачный столп». В 2013 году был назначен командиром Северной бригады в секторе Газа, командовал ей, в том числе, во время операции «Нерушимая скала», занимал эту должность до 29 апреля 2015 года. 21 июня 2015 года был назначен командиром бригады «Гивати» и завершил свою должность 20 июля 2017 года.
16 ноября 2017 года ему было присвоено звание бригадного генерала, и он был назначен командиром дивизии «Ха-Эш». Исполнял эту должность до 9 августа 2020 года, а с 13 октября 2020 по 3 октября 2022 года возглавлял Оперативный отдел (ивр. חטיבת המבצעים‎) Оперативного управления Генерального штаба армии.
29 июня 2023 года ему было присвоено звание генерал-майора, а 9 июля он вступил в должность командующего Южным военным округом.
21 января 2025 года Финкельман в письме Ха-Леви заявил, что намерен уйти из Армии обороны Израиля из-за своей роли в провале военных во время терактов 7 октября. 12 марта 2025 года передал пост Командующего округом генерал-майору Яниву Асору.

## Личная жизнь
Финкельман женат, имеет троих детей. У него степень бакалавра в области ближневосточных исследований и политологии, а также степень магистра в области дипломатии и безопасности Тель-Авивского университета. Живёт в Раанане.